# Caracas Challenger 1993
Il Caracas Challenger 1993 è stato un torneo di tennis facente parte della categoria ATP Challenger Series nell'ambito dell'ATP Challenger Series 1993. Il torneo si è giocato a Caracas in Venezuela dal 20 al 26 settembre 1993 su campi in cemento.

## Vincitori

### Singolare
Danilo Marcelino ha battuto in finale  Martin Blackman con il punteggio di 6–4, 7–5

### Doppio
Richard Matuszewski /  John Sullivan hanno battuto in finale  Doug Flach /  Nicolás Pereira con il punteggio di 7–6, 7–5